# Iglesia de San Martín (La Corriu)
La Iglesia de San Martí de la Corriu es un edificio religioso de la entidad de población de La Corriu perteneciente al municipio de Guixers de la comarca catalana del Solsonés en la provincia de Lérida. Es una iglesia románica incluida en el Inventario del Patrimonio Arquitectónico de Cataluña y protegida como Bien Cultural de Interés Local.

## Situación
La iglesia se encuentra en el núcleo de La Corriu, entidad de población de Guixers. Se accede fácilmente por la carretera secundaria, asfaltada y bien señalizada, que sale en el km. 23,9 de la carretera de Berga a San Lorenzo de Morunys, a la derecha, una vez pasado el Puente de Valls. Esta carretera conduce al santuario de Santa María de Puig-aguilar y continúa, ya como pista de tierra, hacia Vilacireres y Gósol. A los 4,5 km hay que tomar la de la izquierda, también asfaltada. Recorridos unos 800 metros, se llega a San Martín.

## Historia
Tuvo ya desde antiguo una función parroquial que ya ha perdido. Entre los años 872 a 879, cuando el conde Guifré y el obispo de la Seo de Urgel Galderic, organizaron las parroquias del valle del Lord no figuraba todavía como parroquia. En cambio en los siglos X y XI ya está como tal en el acta apócrifa de Consagración a la Seo de Urgel. En el siglo X también aparece mencionada en la dotación del monasterio de San Pedro de Graudescales. No se sabe si también estaba comprendida la iglesia. En el siglo XIV aunque mantiene las funciones parroquiales, las pierde en tiempos modernos debido al despoblamiento. La similitud entre los relieves de esta iglesia y la de Puig-aguilar, y la proximidad geográfica, hace pensar en la mano de un mismo autor, popular, y una misma datación en el siglo XIII. Investigando sobre un bloque de piedra grabado y re-aprovechado para su construcción, se encuentra que en la Enciclopedia del Románico catalán, se describe mal su situación; no se encuentra en el ramal izquierdo de la puerta, sino que está situado arriba en el desván de la iglesia formando parte de una pared.

## Descripción
Esta iglesia ha sufrido diversas mutilaciones y añadidos a lo largo del tiempo. En la cabecera del ábside original se construyó otro, también cuadrado. En el lado norte hay el añadido de una capilla, una sacristía y un campanario de espadaña con dos ventanas de arco de medio punto. En el frontis, rehecho de nuevo, hay una gran portada gótica que conserva todavía la herramienta de la portada románica. Estos hierros están bastante dañados; el motivo es una estrecha cinta horizontal terminada en dos volutas, combinada con otra similar, pero más corta y cruzando verticalmente, también hay algunas pequeñas incisiones en estas cintas. Es seguramente una obra de un artesano popular. De las ventanas originales sólo queda una en el muro meridional, las otras dos existentes son posteriores; las tres tienen un dintel monolítico donde se ha recortado un arco de medio punto. La ventana que está abierta en el ábside original es de un derrame, otra es de dos y la otra es de paredes paralelas. En el muro oeste de la capilla añadida hay una escalera adosada que sube hasta la que sube hasta la cubierta. En el interior las bóvedas son apuntadas, igual que los arcos de las capillas y los dos preabsidales en degradación que sustituyen el antiguo muro del ábside primitivo y que dan paso al nuevo. El interior se encuentra enyesado y repintado y la cubierta exterior es a dos vertientes.
En el desván de la iglesia, formando parte de una pared, se conserva un bloque de piedra rectangular, aprovechado de otra construcción. En él se puede observar un relieve muy desgastado y de formas toscas, se representan tres escenas: en la primera, bajo un arco de medio punto, parece haber una Virgen con el Niño en el lado izquierdo. En medio, en un arco de medio punto de doble luz que el anterior, hay dos figuras de lado. Por último, inscrito dentro de un rectángulo, hay un sarcófago visto desde arriba y una figura, mucho más pequeña que éste, dentro. Este relieve se puede poner en relación con otro de la portada del snatuario de Santa María de Puig-aguilar; en este caso es más complejo pero presenta las mismas limitaciones técnicas y la incapacidad de ordenar los motivos, el del santuario también se representa un sarcófago con un cuerpo en el interior y la Virgen con el Niño; quizás tienen relación con rituales funerarios, podría tratarse de un ex-voto ofrecido debido a la muerte de un niño.